# Mallophyton chimantense
Mallophyton chimantense är en tvåhjärtbladig växtart som beskrevs av John Julius Wurdack. Mallophyton chimantense ingår i släktet Mallophyton och familjen Melastomataceae. Inga underarter finns listade i Catalogue of Life.